# Asociación Ibérica de Zoos y Acuarios
La Asociación Ibérica de Zoos y Acuarios (AIZA) es una entidad sin ánimo de lucro que agrupa a los principales parques zoológicos y acuarios de España y Portugal.
La pertenencia a AIZA está abierta a todos los zoos y acuarios de ambos países que además de cumplir con la normativa vigente en cada país en materia de zoos y acuarios, de forma voluntaria se comprometen a cumplir con los Estándares propios de la Asociación (obligaciones relacionadas con el manejo de los animales, ética profesional, conservación y educación)
Los miembros de AIZA se rigen por sus propios objetivos de conservación, educación, bienestar animal, etc. y siguen las recomendaciones provenientes de la Asociación Europea de Zoos y Acuarios (EAZA) y la Asociación Mundial de Zoos y Acuarios (WAZA) a las cuales pertenece.

## Miembros
- Portugal[1]
  - Badoca Safari Park
  - Centro de recuperación del lobo ibérico
  - Monte Selvagem Reserva Animal
  - Parque Biológico de Gaia
  - Parque Ornitológico de Lourosa
  - Parque zoológico de Lagos
  - Zoomarine

- España[1]
  - Acuario de Almuñécar
  - Acuario de Gijón
  - Aquarium de San Sebastián
  - Aquarium Finisterrae
  - Aquópolis Costa Daurada
  - Bioparc Fuengirola
  - Bioparc Valencia
  - Cañada Real Open Center
  - Cosmocaixa Barcelona, Museo de la Ciencia
  - Faunia
  - L'aquarium de Barcelona
  - L'Oceanogràfic
  - Oasis Park Fuerteventura
  - Loro Parque
  - Marineland Mallorca
  - Mundomar
  - Museo Marítimo del Cantábrico
  - Palmitos Park
  - Parc Zoológic de Barcelona
  - Parque de la Naturaleza de Cabárceno
  - Zoológico de Córdoba
  - Parque zoológico de Guadalajara
  - Refugio Fauna Basondo
  - Reserva Natural Castillo de Las Guardas
  - Reserva Zoológica Desierto de Tabernas
  - Selwo Aventura
  - Selwo Marina
  - Senda Viva - Parque de la Naturaleza de Navarra
  - Terra Natura Benidorm
  - Terra Natura Murcia
  - Zoo Aquarium de Madrid
  - Zoo de Santillana
  - Zoobotánico de Jerez